# Рефрактометрия (оптика)
Рефрактометрия — это аналитический метод измерения показателя преломления веществ (одного из их основных физических свойств), например, для оценки их состава или чистоты. Рефрактометр — это инструмент, используемый для измерения показателя преломления (индекса). Хотя рефрактометры лучше всего известны в измерении показателя преломления жидкостей, они также используются для измерения газов и твёрдых тел; таких как стекло и драгоценные камни.
На показатель преломления вещества сильно влияют температура и длина волны света, используемого для его измерения, поэтому необходимо следить за тем, чтобы контролировать или компенсировать разницу температур и длину волны. Измерения показателя преломления обычно производятся при эталонной температуре 20 градусов Цельсия, что равно 68 градусам Фаренгейта и считается комнатной температурой. Эталонная длина волны соответствует 589,3 нм (линия D натрия). Хотя показателя преломления является безразмерной величиной, она обычно обозначается как nD20 (или nD20), где «n» обозначает показатель преломления, «D» обозначает длину волны, а 20 обозначает эталонную температуру. Следовательно, показатель преломления воды при 20 градусах Цельсия, взятый на линии D натрия, nD20 будет равен 1,3330.
Производители винограда и киви часто используют рефрактометры для определения уровня сахарозы в своих фруктах по шкале Брикса. Рефрактометрия также используется в желатиновой промышленности. Чтобы преобразовать показатель преломления золя желатина (выраженный в шкале Брикса) в концентрацию желатина, нужно всего лишь умножить его на восемь десятых (0,8). Следовательно, золь с показатель преломления 10,0 будет составлять 8 % желатина по весу. Известно, что это надёжный способ для расчёта количества золей желатина от 1 % до более 50 %.

## Типы рефрактометров
Существует четыре основных типа жидкостных рефрактометров: традиционные ручные рефрактометры, цифровые портативные рефрактометры, рефрактометры Аббе и поточные (проточные) рефрактометры.